# Lista över fornlämningar i Strängnäs kommun (Mariefred)
Lista över fornlämningar i Strängnäs kommun (Mariefred) är en förteckning av ett urval av de fornlämningar som finns i Mariefred i Strängnäs kommun.
| Namn                             | Lämningstyp      | Tillkomsttid | Historisk indelning     | Plats           | Läge                 | ID-nr          | Bild                                      |
| -------------------------------- | ---------------- | ------------ | ----------------------- | --------------- | -------------------- | -------------- | ----------------------------------------- |
| Mariefred 15:1                   | Stensättning     |              | Mariefred, Södermanland |                 | 59.263901, 17.205944 | 10035300150001 | Ladda upp en bild av detta fornminne      |
| Mariefred 15:2                   | Stensättning     |              | Mariefred, Södermanland |                 | 59.264056, 17.205427 | 10035300150002 | Ladda upp en bild av detta fornminne      |
| Mariefred 16:1                   | Hög              |              | Mariefred, Södermanland |                 | 59.276971, 17.208512 | 10035300160001 | Ladda upp en bild av detta fornminne      |
| Mariefred 17:1                   | Kloster          |              | Mariefred, Södermanland |                 | 59.258256, 17.224731 | 10035300170001 | Ladda upp en bild av detta fornminne      |
| Mariefred 22:1                   | Gravfält         |              | Mariefred, Södermanland |                 | 59.267986, 17.213845 | 10035300220001 | Ladda upp en bild av detta fornminne      |
| Kärnbo ödekyrka (Mariefred 23:1) | Kyrka/kapell     |              | Mariefred, Södermanland |                 | 59.261257, 17.212868 | 10035300230001 | Ladda upp en till bild av detta fornminne |
| Sö 177 (Mariefred 23:2)          | Runristning      |              | Mariefred, Södermanland | Kärnbo ödekyrka | 59.261240, 17.212698 | 10035300230002 | Ladda upp en till bild av detta fornminne |
| Mariefred 23:3                   | Begravningsplats |              | Mariefred, Södermanland |                 | 59.261198, 17.212613 | 10035300230003 | Ladda upp en bild av detta fornminne      |
| Mariefred 24:1                   | Gravfält         |              | Mariefred, Södermanland |                 | 59.265881, 17.215958 | 10035300240001 | Ladda upp en bild av detta fornminne      |
| Mariefred 26:1                   | Stensättning     |              | Mariefred, Södermanland |                 | 59.242764, 17.180466 | 10035300260001 | Ladda upp en bild av detta fornminne      |
| Mariefred 26:2                   | Stensättning     |              | Mariefred, Södermanland |                 | 59.242827, 17.180340 | 10035300260002 | Ladda upp en bild av detta fornminne      |
| Mariefred 26:3                   | Stensättning     |              | Mariefred, Södermanland |                 | 59.242901, 17.180457 | 10035300260003 | Ladda upp en bild av detta fornminne      |
| Mariefred 26:4                   | Grav övrig       |              | Mariefred, Södermanland |                 | 59.242984, 17.180578 | 10035300260004 | Ladda upp en bild av detta fornminne      |
| Mariefred 34:1                   | Stensättning     |              | Mariefred, Södermanland |                 | 59.279140, 17.208339 | 10035300340001 | Ladda upp en bild av detta fornminne      |
| Mariefred 37:1                   | Stensättning     |              | Mariefred, Södermanland |                 | 59.276885, 17.204394 | 10035300370001 | Ladda upp en bild av detta fornminne      |
| Mariefred 37:2                   | Stensättning     |              | Mariefred, Södermanland |                 | 59.276804, 17.204386 | 10035300370002 | Ladda upp en bild av detta fornminne      |